# Katharina Heinz
Katharina Heinz, née le 27 juin 1987 à Siegen est une skeletoneuse allemande.

## Carrière
Elle débute en équipe nationale en 2006, et participe à des compétitions d'ordre continentale jusqu'à ce qu'elle gagne les Championnats du monde juniors en 2009. Elle ne confirme réellement cette performance que lors de la saison 2011-2012 avec trois podiums et un titre de vice-championne d'Europe acquis à Altenberg.

## Palmarès
- Championnats du monde de skeleton
  - Königssee 2011 : 6e
  - Lake Placid 2012 : 7e
  - Saint-Moritz 2013 : 19e

- Coupe du monde de skeleton
  - Meilleur classement général : 5e en 2012.
  - 3 podiums individuels dont 0 victoire.

- Championnats d'Europe de skeleton
  - Altenberg 2012 :  médaille d'argent en individuel.